# Zwackhiomyces coepulonus
Zwackhiomyces coepulonus är en lavart som först beskrevs av Norman, och fick sitt nu gällande namn av Grube, Rolf Santesson in Grube och Joseph Hafellner. 
Zwackhiomyces coepulonus ingår i släktet Zwackhiomyces och familjen Xanthopyreniaceae. Arten är reproducerande i Sverige.